# マーティ・クロンパイア
マーティ・クロンパイア（Martin "Little Marty" Krompier 1902年4月17日 - 1973年2月）はニューヨークのギャング。本名マーティン・クロンパイア。ダッチ・シュルツの側近で組織のNo.3。あだ名はLittle Marty、Marty The Wolf、The Crumpet。

## プロフィール
ブロンクス生まれ。1918年窃盗での逮捕歴あり。タクシーの運転手をやっていたが、ダッチ・シュルツの組織に引き入れられ、運転手からスタートして側近まで登り詰めた。ボー・ワインバーグ亡き後は副ボスになった。ハーレム一帯の賭博利権を管理していた。1935年10月24日、シュルツが銃撃された事件の2時間後にブロードウェイのハリウッドバーバーショップという24時間営業の理髪屋で襲撃され、4発の銃弾を浴びた。駆け付けた病院スタッフの救急治療により奇跡的に生き延びた。シュルツの死後ルチアーノらニューヨークマフィアにハーレムの賭博利権を明け渡した。1937年、ブルックリンで破産詐欺を働き摘発された。1939年はボクシングのマネージャーをやっていた。